# Wetter (Hessen)
Wetter (Hessen) (früher ungebräuchlich auch Wetter (Hessen-Nassau)) ist eine Kleinstadt im mittelhessischen Landkreis Marburg-Biedenkopf.
Die Stadt in ihrer heutigen Form als Großgemeinde entstand in den 1970er-Jahren im Zuge der Gebietsreform in Hessen (siehe dazu Abschnitt „Eingemeindungen“).

## Geographie

### Geographische Lage
Wetter liegt unmittelbar südlich der Mündung des Treisbachs in die Wetschaft, ungefähr 14 km nördlich von Marburg. Alle besiedelten Ortsteile liegen in der Wetschaft-Senke, südwestlich der Stadt liegt der 474 m hohe Wollenberg. Die östlichen Stadtteile (von Süd nach Nord) Unterrosphe, Oberrosphe und Mellnau grenzen bereits unmittelbar an den Burgwald, bis in dessen Hänge sich die höheren Lagen Mellnaus ziehen. Die westlichen Stadtteile Treisbach und Warzenbach liegen hingegen bereits dicht vor den bewaldeten Sackpfeifen-Vorhöhen, die das Rothaargebirge, in dem am Westhang der 674 m hohen Sackpfeife der Treisbach entspringt, nach Osten abdachen. In den Vorhöhen liegt mit dem Hollerberg (510 m) auch die höchste Erhebung der Ortsgemarkung. Während Warzenbach im Südwesten vom Wollenberg und den eigentlichen Vorhöhen nach Osten und Westen gerahmt wird, liegen Treisbach und Amönau am Treisbach, Oberndorf südwestlich Amönaus zwischen diesem und dem Wollenberg. An der Wetschaft liegen Todenhausen nördlich und Niederwetter südlich der Kernstadt.

### Name
Zur Unterscheidung vom meteorologischen Wetter und anderen Orten mit gleichem Namen wurde der Stadt Wetter der Zusatz (Hessen), teilweise auch in Hessen geschrieben, nachgestellt. Die eher ungebräuchliche Bezeichnung Wetter (Hessen-Nassau), auch Wetter (Hess.-Nass.) stammt aus der Zeit der Zugehörigkeit zur preußischen Provinz Hessen-Nassau und wurde im Wesentlichen nur von der Eisenbahn und von der Post in deren Stempeln benutzt.

### Nachbargemeinden
Wetter grenzt im Nordosten an die Stadt Rosenthal (Landkreis Waldeck-Frankenberg) und im Osten an die Stadt Rauschenberg, die jedoch beide durch den Burgwald de facto deutlich getrennt sind. Nach Südosten grenzt die Gemeinde Cölbe, nach Süden die Gemeinde Lahntal und nach Südwesten die Gemeinde Dautphetal, die alle an der Lahn und der B 62 liegen, welche über die B 252 entlang der Wetschaft unmittelbar erreichbar ist. Die westlich angrenzende Stadt Biedenkopf ist durch die Sackpfeifen-Vorhöhen abgetrennt, jedoch über die Landesstraße 3091 entlang des Treisbachs zur Sackpfeife oder über Warzenbach und Dautphetal einigermaßen direkt erreichbar. Im Norden schließt sich entlang der Wetschaft-Senke und der B 252 unmittelbar die Gemeinde Münchhausen an. Alle Nachbarorte außer Rosenthal liegen im Landkreis Marburg-Biedenkopf.

### Gemeindegliederung
Neben der Kernstadt besteht Wetter aus den folgenden äußeren Stadtteilen (Einwohnerzahlen 2016 in Klammern):
- Amönau (770)
- Mellnau (762)
- Niederwetter (284)
- Oberndorf (131)
- Oberrosphe (752)
- Todenhausen (243)
- Treisbach (566)
- Unterrosphe (550)
- Warzenbach (452)

## Geschichte

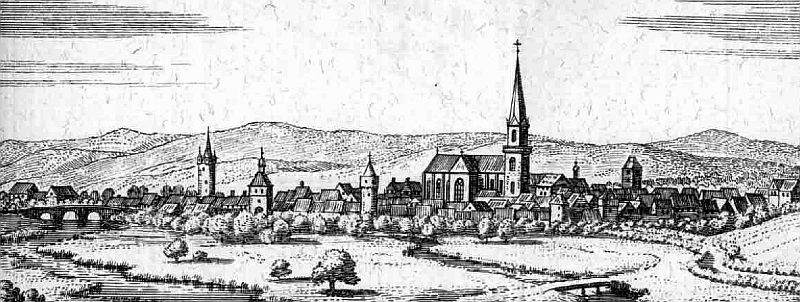
Wetter – Auszug aus der Topographia Hassiae von Matthäus Merian 1655

### Ortsgeschichte
Wetter wird das erste Mal im Codex Eberhardi (1150–1160) urkundlich genannt. Es wird ein karolingischer Königshof inmitten eines ausgedehnten Bezirks an Reichsgut vermutet. Er dürfte mit dem fränkischen Kastell auf dem nahe gelegenen Christenberg in Verbindung gestanden haben. Der Hof lag an einem Flussübergang der nord-südlich verlaufenden sogenannten Weinstraße (Wagenstraße), einer überregionalen Verbindung aus dem Frankfurter Raum in das Sachsenland (Paderborn). Eine Besiedlung des Klosterberges konnte durch archäologische Grabungen bis in das 8. Jahrhundert zurückverfolgt werden. Ab dem 11. Jahrhundert ist auch die Nutztierhaltung nachweisbar, was durch hunderte Tierknochen belegt ist.
Der Marktflecken Wetter selbst wird 1223 als „civitas“ bezeichnet und ist damit eine der frühesten Städte in Hessen. Bereits 1235 finden fünf Bürger und Schöppen Erwähnung, womit ein Stadtgericht belegt ist. Mit der Schließung des Amtsgerichts Wetter 1945 endete die Tradition der Rechtsprechung in Wetter.
Das Stift Wetter entstand wohl im beginnenden 11. Jahrhundert; eine Verbindung zum ottonischen Königshaus wird vermutet. Es wurde im Jahr 1108 erstmals erwähnt. Das Stift diente später neben der Aufnahme von weiblichen Adeligen auch als Bildungsanstalt. 1266 war ein „Magister Konrad“, 1323 ein Rektor Heinrich an der Schule des Stifts tätig.
Die Entwicklung der Stadt, die später Sitz eines Amtes wurde, wurde durch die Tätigkeit von Elisabeth von Thüringen in Marburg und die spätere Wallfahrt zum Grab der Heiligen gebremst. Nachdem Marburg zu einem der wichtigsten Wallfahrtsorte in Deutschland geworden war und im 16. Jahrhundert die Philipps-Universität Marburg gegründet wurde, rutschte Wetter in die Bedeutungslosigkeit ab. Auch mehrere Stadtbrände (u. a. 1622, 1626, 1629 und 1649), die nur wenige Bauwerke, darunter die Stiftskirche, überstanden, warfen die Stadt in ihrer Entwicklung immer wieder zurück.

### Eingemeindungen
Im Zuge der Gebietsreform in Hessen genehmigte die Landesregierung mit Wirkung vom 31. Dezember 1971 die freiwillige Eingliederung der bis dahin selbständigen Gemeinden Amönau, Mellnau, Niederwetter, Oberndorf, Oberrosphe, Todenhausen und Unterrosphe in die Stadt Wetter (Hessen-Nassau) im damaligen Landkreis Marburg. Die Gemeinden Treisbach und Warzenbach folgten kraft Landesgesetzes am 1. Juli 1974. Für alle nach Wetter eingegliederten Gemeinden und die Kernstadt wurde je ein Ortsbezirk eingerichtet.
Am 26. September 2021 fand eine Abstimmung über eine Gemeindefusion der Gemeinden Lahntal und Münchhausen, sowie der Stadt Wetter (Hessen) statt. Dabei sprach sich eine deutliche Mehrheit der Münchhausener (77,7 %) und der Lahntaler (79,5 %) gegen die Fusion aus, wohingegen die Bevölkerung Wetters knapp (52,8 %) für den Zusammenschluss votierte.

### Verwaltungsgeschichte im Überblick
Die folgende Liste zeigt die Staaten und Verwaltungseinheiten, denen Wetter angehört(e):
- Um 850: Ostfränkisches Reich, marcha W.
- 1238: Heiliges Römisches Reich, Zent der Grafschaft Stiffe
- 1239 und 1263: Heiliges Römisches Reich, Vogtei Wetter
- 1329: Heiliges Römisches Reich, Gericht und Herrschaft Wetter
- 1374: Heiliges Römisches Reich, Grafschaft Wetter
- 1387: Heiliges Römisches Reich, Landgrafschaft Hessen, Amt Wetter
- vor 1567: Heiliges Römisches Reich, Landgrafschaft Hessen, Amt Wetter[10]
- ab 1567: Heiliges Römisches Reich, Landgrafschaft Hessen-Marburg, Amt Wetter
- 1604–1648: Heiliges Römisches Reich, strittig zwischen Landgrafschaft Hessen-Darmstadt und Landgrafschaft Hessen-Kassel (Hessenkrieg), Amt Wetter
- ab 1648: Heiliges Römisches Reich, Landgrafschaft Hessen-Kassel, Amt Wetter
- ab 1806: Landgrafschaft Hessen-Kassel, Amt Wetter
- 1807–1813: Königreich Westphalen, Departement der Werra, Distrikt Marburg, Kanton Wetter
- ab 1815: Kurfürstentum Hessen, Amt Wetter[11]
- ab 1821: Kurfürstentum Hessen, Provinz Oberhessen, Kreis Marburg[12][Anm. 2]
- ab 1848: Kurfürstentum Hessen, Bezirk Marburg
- ab 1851: Kurfürstentum Hessen, Provinz Oberhessen, Kreis Marburg
- ab 1867: Königreich Preußen, Provinz Hessen-Nassau, Regierungsbezirk Kassel, Kreis Marburg
- ab 1871: Deutsches Reich, Königreich Preußen, Provinz Hessen-Nassau, Regierungsbezirk Kassel, Kreis Marburg
- ab 1918: Deutsches Reich, Freistaat Preußen, Provinz Hessen-Nassau, Regierungsbezirk Kassel, Kreis Marburg
- ab 1944: Deutsches Reich, Freistaat Preußen, Provinz Kurhessen, Landkreis Marburg
- ab 1945: Deutsches Reich, Amerikanische Besatzungszone, Groß-Hessen, Regierungsbezirk Kassel, Landkreis Marburg
- ab 1946: Deutsches Reich, Amerikanische Besatzungszone, Hessen, Regierungsbezirk Kassel, Landkreis Marburg
- ab 1949: Bundesrepublik Deutschland, Hessen, Regierungsbezirk Kassel, Landkreis Marburg
- ab 1974: Bundesrepublik Deutschland, Hessen, Regierungsbezirk Kassel, Landkreis Marburg-Biedenkopf
- ab 1981: Bundesrepublik Deutschland, Hessen, Regierungsbezirk Gießen, Landkreis Marburg-Biedenkopf

### Gerichte seit 1821
Mit Edikt vom 29. Juni 1821 wurden in Kurhessen Verwaltung und Justiz getrennt. Der Kreis Marburg war für die Verwaltung und das Justizamt Wetter war als Gericht in erster Instanz für Wetter zuständig. Nach der Annexion Kurhessens durch Preußen erfolgte am 1. September 1867 die Umbenennung des bisherigen Justizamtes in Amtsgericht Wetter. Auch mit dem Inkrafttreten des Gerichtsverfassungsgesetzes (GVG) 1877 blieb das Amtsgericht bestehen. 1943 wurde das Amtsgericht Zweigstelle des Amtsgerichts Marburg und 1946 wurde auch die Zweigstelle geschlossen und der Bezirk des Amtsgerichts Wetter ging im Bezirk des Amtsgerichts Marburg auf.

## Bevölkerung

### Einwohnerstruktur 2011
Nach den Erhebungen des Zensus 2011 lebten am Stichtag, dem 9. Mai 2011, in Wetter 9005 Einwohner. Darunter waren 289 (3,2 %) Ausländer, von denen 110 aus dem EU-Ausland, 100 aus anderen europäischen Ländern und 80 aus anderen Staaten kamen. (Bis zum Jahr 2019 erhöhte sich die Ausländerquote auf 7,5 %.) Nach dem Lebensalter waren 1548 Einwohner unter 18 Jahren, 3726 zwischen 18 und 49, 1992 zwischen 50 und 64 und 1740 Einwohner waren älter. Die Einwohner lebten in 3765 Haushalten. Davon waren 1041 Singlehaushalte, 981 Paare ohne Kinder und 1320 Paare mit Kindern, sowie 348 Alleinerziehende und 78 Wohngemeinschaften. In 833 Haushalten lebten ausschließlich Senioren/-innen und in 2562 Haushaltungen leben keine Senioren/-innen.

### Einwohnerentwicklung
| Quelle: | Historisches Ortslexikon                                    |
| • 1502: | 112 Bürger, 41 Knechte, Hirten, Tagelöhner                  |
| • 1577: | 200 Hausgesesse                                             |
| • 1617: | 158 Hausgesesse                                             |
| • 1681: | 107 hausgesessene Mannschaften                              |
| • 1747: | 149 Haushalte                                               |
| • 1820: | 200 Häuser, 1199 Einwohner                                  |
| • 1838: | Familien: 241 nutzungsberechtigte Ortsbürger, 28 Beisassen. |

| Wetter: Einwohnerzahlen von 1781 bis 2020 | Wetter: Einwohnerzahlen von 1781 bis 2020 | Wetter: Einwohnerzahlen von 1781 bis 2020 | Wetter: Einwohnerzahlen von 1781 bis 2020 | Wetter: Einwohnerzahlen von 1781 bis 2020 |
| --- | ----------------------------------------- | ----------------------------------------- | ----------------------------------------- | ----------------------------------------- |
| Jahr |                                           |                                           |                                           | Einwohner                                 |
| 1781 | 1781                                      |                                           | 911                                       | 911                                       |
| 1820 | 1820                                      |                                           | 1.199                                     | 1.199                                     |
| 1834 | 1834                                      |                                           | 1.325                                     | 1.325                                     |
| 1840 | 1840                                      |                                           | 1.409                                     | 1.409                                     |
| 1846 | 1846                                      |                                           | 1.395                                     | 1.395                                     |
| 1852 | 1852                                      |                                           | 1.265                                     | 1.265                                     |
| 1858 | 1858                                      |                                           | 1.184                                     | 1.184                                     |
| 1864 | 1864                                      |                                           | 1.157                                     | 1.157                                     |
| 1871 | 1871                                      |                                           | 1.129                                     | 1.129                                     |
| 1875 | 1875                                      |                                           | 1.086                                     | 1.086                                     |
| 1885 | 1885                                      |                                           | 1.167                                     | 1.167                                     |
| 1895 | 1895                                      |                                           | 1.153                                     | 1.153                                     |
| 1905 | 1905                                      |                                           | 1.199                                     | 1.199                                     |
| 1910 | 1910                                      |                                           | 1.299                                     | 1.299                                     |
| 1925 | 1925                                      |                                           | 1.497                                     | 1.497                                     |
| 1939 | 1939                                      |                                           | 1.780                                     | 1.780                                     |
| 1946 | 1946                                      |                                           | 2.482                                     | 2.482                                     |
| 1950 | 1950                                      |                                           | 2.659                                     | 2.659                                     |
| 1956 | 1956                                      |                                           | 2.575                                     | 2.575                                     |
| 1961 | 1961                                      |                                           | 2.644                                     | 2.644                                     |
| 1967 | 1967                                      |                                           | 2.816                                     | 2.816                                     |
| 1972 | 1972                                      |                                           | 6.823                                     | 6.823                                     |
| 1975 | 1975                                      |                                           | 8.472                                     | 8.472                                     |
| 1980 | 1980                                      |                                           | 8.902                                     | 8.902                                     |
| 1985 | 1985                                      |                                           | 8.975                                     | 8.975                                     |
| 1990 | 1990                                      |                                           | 8.927                                     | 8.927                                     |
| 1995 | 1995                                      |                                           | 9.429                                     | 9.429                                     |
| 2000 | 2000                                      |                                           | 9.606                                     | 9.606                                     |
| 2005 | 2005                                      |                                           | 9.319                                     | 9.319                                     |
| 2010 | 2010                                      |                                           | 9.166                                     | 9.166                                     |
| 2011 | 2011                                      |                                           | 9.005                                     | 9.005                                     |
| 2015 | 2015                                      |                                           | 8.959                                     | 8.959                                     |
| 2020 | 2020                                      |                                           | 8.841                                     | 8.841                                     |
| Datenquelle: Historisches Gemeindeverzeichnis für Hessen: Die Bevölkerung der Gemeinden 1834 bis 1967. Wiesbaden: Hessisches Statistisches Landesamt, 1968. Weitere Quellen: LAGIS; 1972:; Hessisches Statistisches Informationssystem; Zensus 2011 Ab 1972 einschließlich der im Zuge der Gebietsreform in Hessen eingegliederten Orte. |                                           |                                           |                                           |                                           |

### Religionszugehörigkeit
| Quelle: | Historisches Ortslexikon |
| • 1861: | 1005 evangelisch-lutherische, 147 evangelisch-reformierte, 3 römisch-katholische, 24 jüdische Einwohner.                       |
| • 1885: | 1089 evangelische (= 93,32 %), 14 katholische (= 1,20 %), 61 jüdische (= 5,23 %) und 3 (= 0,26 %) Einwohner anderer Konfession |
| • 1961: | 2265 evangelische (= 85,67 %) , 337 römisch-katholische (= 12,75 %) Einwohner                                                  |
| • 1987: | 7231 evangelische (= 82,96 %), 860 katholische (= 9,87 %), 625 sonstige (= 7,17 %) Einwohner                                   |
| • 2011: | 6392 evangelische (= 70,98 %), 937 katholische (= 10,41 %), 1676 sonstige (= 18,61 %) Einwohner                                |

### Erwerbstätigkeit
| Quelle: | Historisches Ortslexikon |
| • 1783: | 28 Ackerleute, 14 Bäcker, drei Hökerkrämer, ein Drechsler, ein Färber, 16 Leineweber, vier Maurer, 12 Metzger, drei Raschmacher, 19 Schuhmacher, vier Sattler, ein Strumpfweber, 6 Schreiner, zwei Schmiede, drei Schlosser, drei Seifensieder, 5 Schneider, zwei Hosenschneider, drei Mahlmüller, ein Papiermacher mit 2 Gesellen, ein Perückenmacher, ein Wagner, ein Zimmermann, 7 Gastwirte, 18 Branntweinschenker, 5 Tagelöhner, vier Schäfer, 13 einzelne Weibspersonen (nähen und waschen, und teils spinnen und tagelohnen). |
| • 1838: | Familien: 198 Ackerbau, 40 Tagelöhner. |
| • 1961: | Erwerbspersonen: 176 Land- und Forstwirtschaft, 480 Produzierendes Gewerbe, 233 Handel und Verkehr, 234 Dienstleistungen und Sonstiges. |
| • 1987: | Erwerbspersonen: 1644 davon 42 (= 2,6 %) Land- und Forstwirtschaft, 617 (= 38,1 %) Produzierendes Gewerbe, 313 (= 19 %) Handel, Verkehr, Nachrichtenübermittlung, 662 (40,3 %) übrige Bereiche. |

## Politik

### Stadtverordnetenversammlung
Die Kommunalwahl am 14. März 2021 lieferte folgendes Ergebnis, in Vergleich gesetzt zu früheren Kommunalwahlen:
| Sitzverteilung in der Stadtverordnetenversammlung 2021Insgesamt 31 Sitze - Linke: 2 - SPD: 14 - Grüne: 5 - FDP: 1 - CDU: 9 | Parteien und Wählergemeinschaften | Parteien und Wählergemeinschaften           | 2021  | 2021  | 2016  | 2016  | 2011  | 2011  | 2006  | 2006  | 2001  | 2001  |
| Sitzverteilung in der Stadtverordnetenversammlung 2021Insgesamt 31 Sitze - Linke: 2 - SPD: 14 - Grüne: 5 - FDP: 1 - CDU: 9 | Parteien und Wählergemeinschaften | Parteien und Wählergemeinschaften           | %     | Sitze | %     | Sitze | %     | Sitze | %     | Sitze | %     | Sitze |
| Sitzverteilung in der Stadtverordnetenversammlung 2021Insgesamt 31 Sitze - Linke: 2 - SPD: 14 - Grüne: 5 - FDP: 1 - CDU: 9 | SPD                               | Sozialdemokratische Partei Deutschlands     | 45,5  | 14    | 48,1  | 15    | 43,1  | 13    | 39,1  | 12    | 52,2  | 16    |
| Sitzverteilung in der Stadtverordnetenversammlung 2021Insgesamt 31 Sitze - Linke: 2 - SPD: 14 - Grüne: 5 - FDP: 1 - CDU: 9 | CDU                               | Christlich Demokratische Union Deutschlands | 28,7  | 9     | 29,1  | 9     | 29,9  | 9     | 40,5  | 12    | 33,2  | 10    |
| Sitzverteilung in der Stadtverordnetenversammlung 2021Insgesamt 31 Sitze - Linke: 2 - SPD: 14 - Grüne: 5 - FDP: 1 - CDU: 9 | Grüne                             | Bündnis 90/Die Grünen                       | 16,1  | 5     | 11,3  | 4     | 16,7  | 5     | 8,5   | 3     | 7,6   | 3     |
| Sitzverteilung in der Stadtverordnetenversammlung 2021Insgesamt 31 Sitze - Linke: 2 - SPD: 14 - Grüne: 5 - FDP: 1 - CDU: 9 | Linke                             | Die Linke                                   | 7,2   | 2     | 8,1   | 2     | 5,7   | 2     | 2,6   | 1     | –     | –     |
| Sitzverteilung in der Stadtverordnetenversammlung 2021Insgesamt 31 Sitze - Linke: 2 - SPD: 14 - Grüne: 5 - FDP: 1 - CDU: 9 | FDP                               | Freie Demokratische Partei                  | 2,5   | 1     | 3,4   | 1     | 4,6   | 2     | 9,4   | 3     | 7,1   | 2     |
| Sitzverteilung in der Stadtverordnetenversammlung 2021Insgesamt 31 Sitze - Linke: 2 - SPD: 14 - Grüne: 5 - FDP: 1 - CDU: 9 | Gesamt                            | Gesamt                                      | 100,0 | 31    | 100,0 | 31    | 100,0 | 31    | 100,0 | 31    | 100,0 | 31    |
| Sitzverteilung in der Stadtverordnetenversammlung 2021Insgesamt 31 Sitze - Linke: 2 - SPD: 14 - Grüne: 5 - FDP: 1 - CDU: 9 | Ungültige Stimmen in %            | Ungültige Stimmen in %                      | 4,7   | –     | 4,2   | –     | 2,4   | –     | 1,7   | –     | 1,7   | –     |
| Sitzverteilung in der Stadtverordnetenversammlung 2021Insgesamt 31 Sitze - Linke: 2 - SPD: 14 - Grüne: 5 - FDP: 1 - CDU: 9 | Wahlbeteiligung in %              | Wahlbeteiligung in %                        | 49,3  | 49,3  | 49,7  | 49,7  | 51,4  | 51,4  | 49,4  | 49,4  | 55,9  | 55,9  |

### Bürgermeister
| Bürgermeisterdirektwahl 2024 | Bürgermeisterdirektwahl 2024                                                                                 |
| --- | --- |
| Erster WahlgangWahlbeteiligung 58,7 % Stimmenanteile in % 6050403020100 21,819,97,133,617,6 GnauaEichbLäßigSchmidtZentnerAnmerkungen:a SPDb CDU | StichwahlWahlbeteiligung 52,7 % Stimmenanteile in % 80706050403020100 71,029,0 SchmidtGnaubAnmerkungen:b SPD |

Nach der hessischen Kommunalverfassung wird der Bürgermeister für eine sechsjährige Amtszeit gewählt, seit dem Jahr 1993 in einer Direktwahl, und ist Vorsitzender des Magistrats, dem in der Stadt Wetter (Hessen) neben dem Bürgermeister ehrenamtlich ein Erster Stadtrat und fünf weitere Stadträte angehören. Bürgermeister ist seit dem 1. Juli 2024 der parteiunabhängige Sven Schmidt-Mankel. Er wurde als Nachfolger von Kai-Uwe Spanka, der nach drei Amtszeiten nicht wieder kandidiert hatte, am 18. Februar 2024 in einer Stichwahl bei 52,7 Prozent Wahlbeteiligung mit 71,0 Prozent der Stimmen gewählt.
Amtszeiten der Bürgermeister
- 2024–2030 Sven Schmidt-Mankel[29]
- 2006–2024 Kai-Uwe Spanka[30]
- 1988–2006 Dieter Rincke (SPD)
- 1962–1988 Hans Kern
- 1948–1962 Heinrich Erkel
- 1946–1948 Hans Hilberg
- 1945–1946 Engelbert Schrey

### Ortsbeiräte
Stadt Wetter
Für die Kernstadt Wetter (Hessen) und die Stadtteile Amönau, Mellnau, Niederwetter, Oberndorf, Oberrosphe, Todenhausen, Treisbach, Unterrosphe, Warzenbach bestehen Ortsbezirke mit Ortsbeirat und Ortsvorsteher, nach Maßgabe der §§ 81 und 82 HGO und des Kommunalwahlgesetzes in der jeweils gültigen Fassung. Die Ortsbezirke sind durch die ehemaligen Gemeinden vor ihrer Eingliederung abgegrenzt. Die Ortsbeiräte Werden im Rahmen der Kommunalwahlen gewählt. Der Ortsbeirat wählt eines seiner Mitglieder zum Ortsvorsteher bzw. zur Ortsvorsteherin.
Stadtteil Wetter
Der Ortsbeirat für den Ortsbezirk Wetter besteht aus neun Mitgliedern. Die Wahlbeteiligung zur Wahl des Ortsbeirats bei der Kommunalwahl 2021 41,73 %. Alle Kandidaten gehörten der „Bürgerliste Wetter“ an. Der Ortsbeirat wählte Sabine Gleisner-Kuß zur Ortsvorsteherin.

### Präsentationsrecht für den Pfarrer
Nachdem das Präsentationsrecht für den Pfarrer von Wetter infolge der Reformation durch Landgraf Philipp von Hessen dem Stift genommen wurde, erhielt dieses der Magistrat. Bis heute hat der Magistrat bei einer vakanten Pfarrstelle das Recht, dem Landesbischof einen Bewerber vorzuschlagen. Dafür ist die Stadt mit verantwortlich für den Unterhalt der Kirchengebäude.

### Wappen und Flagge
| Wappen von Wetter | Blasonierung: „Im goldenen (gelben) Schild auf grünem Dreiberg ein grüner Lilienzweig mit drei silbernen (weißen) Blüten beseitet von zwei geneigten Schilden, darin vorne der Hessische Löwe, hinten das Mainzer Rad.“ |
| Wappen von Wetter | Die beiden Schilde erinnern an die ehemalige gemeinsame Herrschaft der Landgrafen von Hessen und der Mainzer Erzbischöfe über die Stadt.                                                                                |

Die Hissflagge zeigt das Stadtwappen auf einer blau-rot-goldenen Flaggenbahn. Außerdem führt die Stadt auch eine Bannerflagge mit Wappen im Bannerhaupt.

### Partnergemeinden
- Deutschkreutz in Österreich
- Oostrozebeke in Belgien
- Reinsdorf (Nebra) in Sachsen-Anhalt

## Kultur und Sehenswürdigkeiten

### Stadtarchiv
Das 1993 gegründete Archiv der Stadt Wetter verwahrt die im 16. Jahrhundert beginnende Überlieferung der Stadtverwaltung und des Magistrates. Darüber hinaus werden die örtlichen Mitteilungsblätter der Stadt und Kirchgemeinde gesammelt. Bedeutend ist die Sammlung der im 17. Jahrhundert beginnenden Amtsbücher. Einige Bucheinbände konnten als hochmittelalterliche Klosterhandschriften des aufgelösten Stiftes Wetter identifiziert werden.
Die Urkunden des Stiftes Wetter werden im Staatsarchiv Marburg (Bestand A II 30) verwahrt.

### Bauwerke

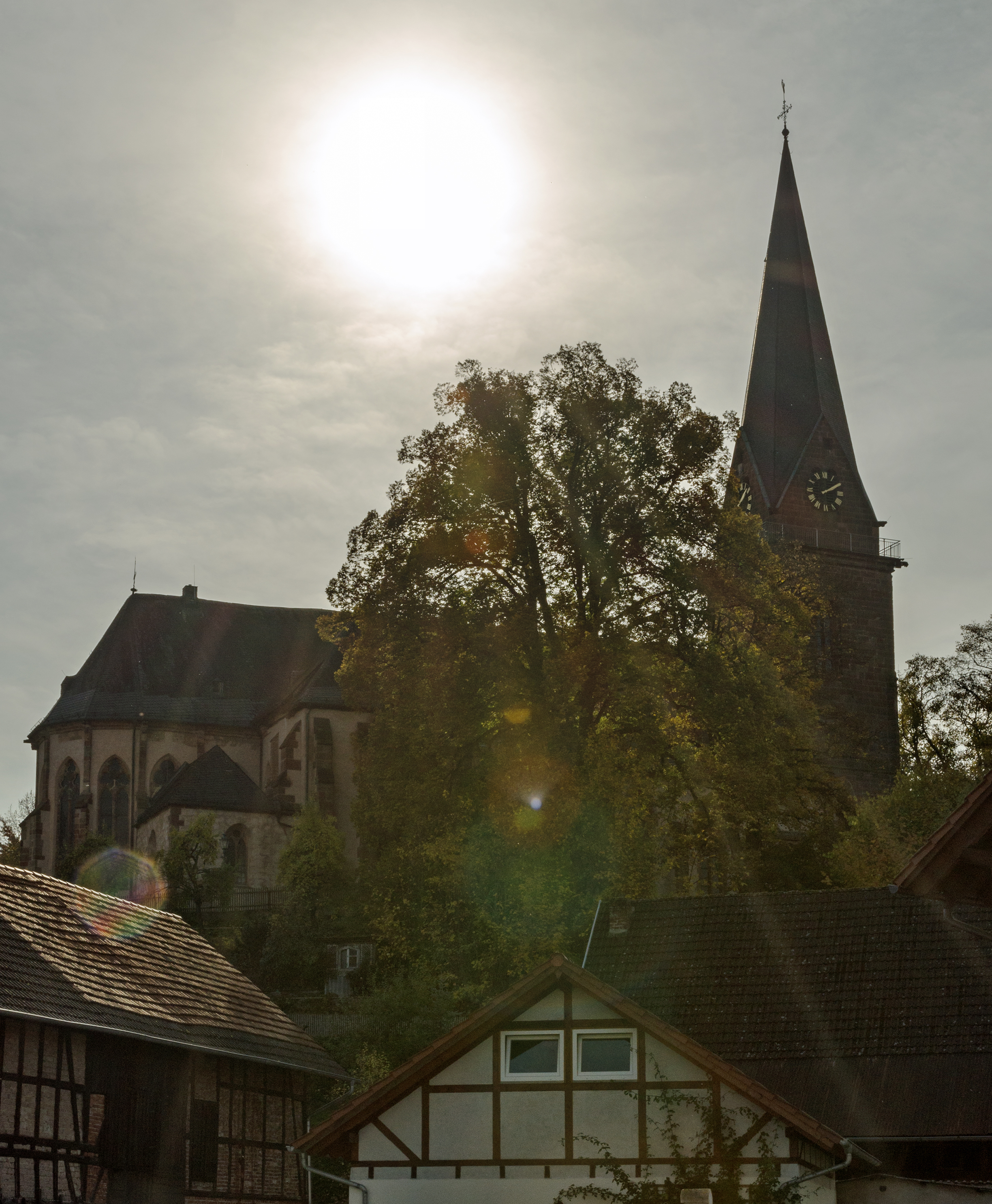
Stiftskirche

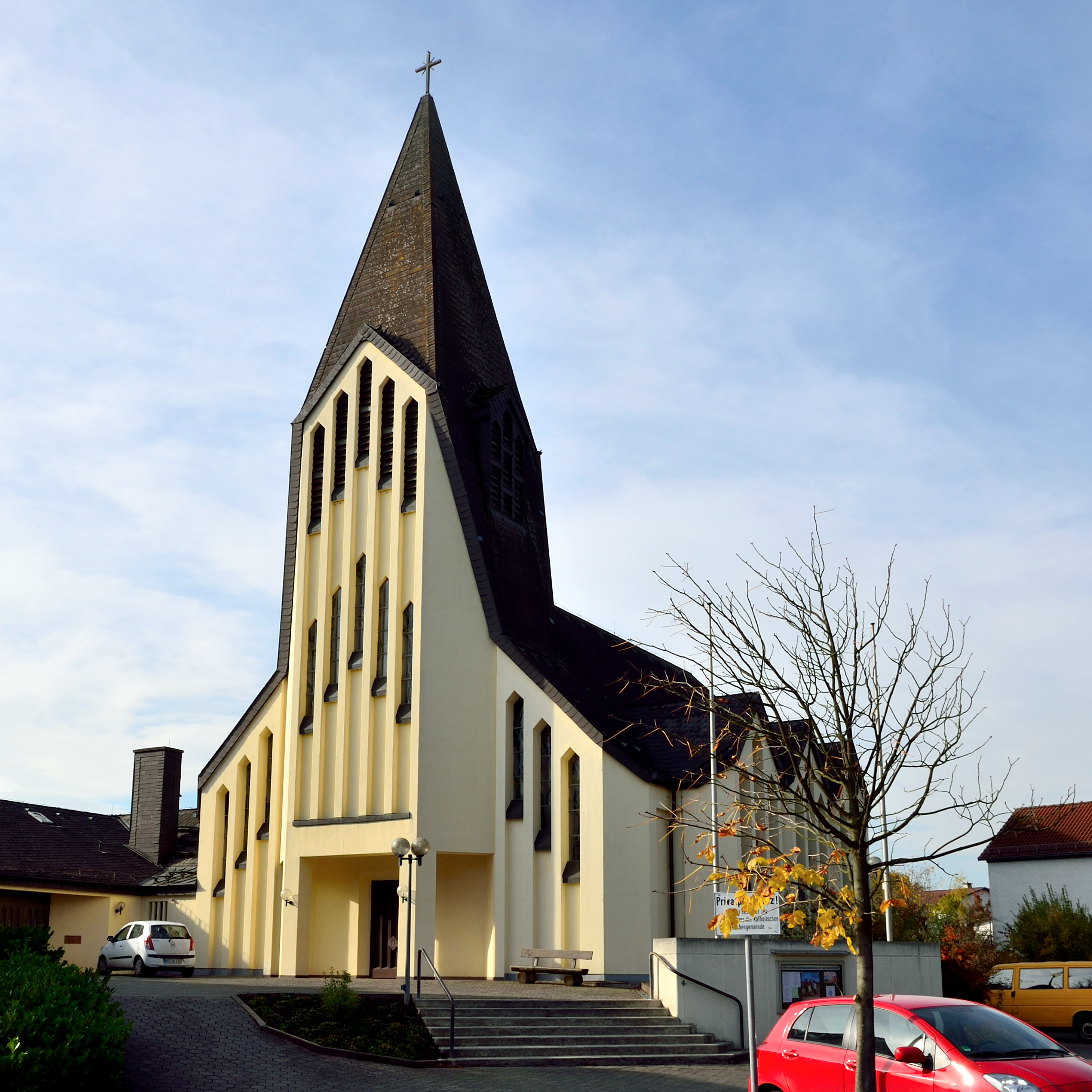
Bonifatiuskirche

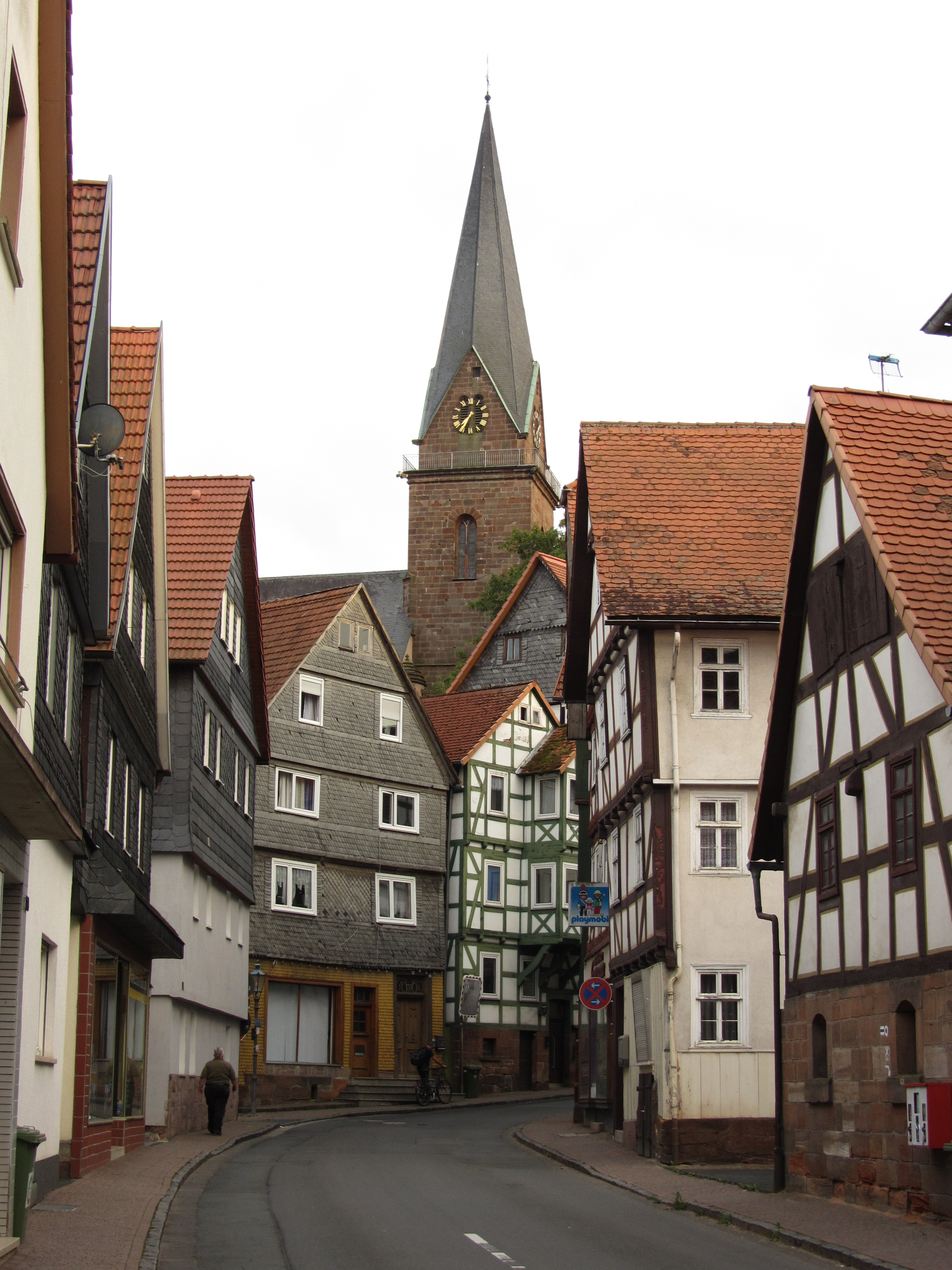
Fuhrstraße – typische giebelständige Fachwerkhäuser mit Stiftskirche im Hintergrund

- Ev. Stiftskirche St. Maria – Die kreuzförmige, ursprünglich turmlose Hallenkirche mit Dachreiter wurde wohl in der Mitte des 13. Jahrhunderts begonnen. Der Westturm wurde 1506 hinzugefügt. Mit seinem spitzen Helm galt er einstmals als der höchste Kirchturm Hessens. 1783 gekürzt, wurde er 1869 bis 1871 abgenommen und erst 1957/58 durch den jetzigen Spitzhelm ersetzt. 1859 bis 1864 wurde der Bau durch Georg Gottlob Ungewitter umfassend restauriert. Die kräftige Innenfarbigkeit wurde 1962 nach Befund wiederhergestellt. Ähnliche Farbfassungen finden sich in der Elisabethkirche (Marburg) und in der Klosterkirche Haina. Bedeutendstes Ausstattungsstück ist ein hölzernes Altarretabel aus der Mitte des 13. Jahrhunderts. Es zählt zu den frühesten Retabeln überhaupt. Zur weiteren Ausstattung gehören ein Taufstein des 13. Jahrhunderts mit Löwenköpfen, der 1466 gestiftete gotische Zelebrantenstuhl und die prächtige Orgel von Johann Andreas Heinemann (1763–1766). Die 23 Glasfenster wurden von dem deutschen Künstler Hans Gottfried von Stockhausen gestaltet.
- Rathaus – In den Obergeschossen verschieferter Fachwerkbau mit Zwerchhaus, errichtet um 1680. Das Erdgeschoss massiv. Jüngst durch Neubauten erweitert.

- Wohnbauten – Das noch weitgehend geschlossene Ortsbild wird in erster Linie durch giebelständige Fachwerkhäuser geprägt, von denen die meisten jedoch verschiefert oder verputzt sind. Nach zwei Stadtbränden (1629 und 1649) sind allerdings nur noch wenige, vor 1629 entstandene Bauten vorhanden. Die ältesten und bedeutendsten Häuser des Ortes finden sich an der Westseite des Marktplatzes. Besonders stattlich ist Markt 7, das 1570 von dem hessischen Amtmann zu Nidda, Hermann Pincier erbaut wurde: Über zwei massive Untergeschossen erheben sich zwei Obergeschosse aus Fachwerk. Das Haus ist mit einem polygonalen Eckerker und einem Renaissanceportal ausgestattet, das „1570“ bezeichnet ist. Aus dieser Zeit dürfte auch das ehemalige Gasthaus zum Engel am Markt 11 stammen. Der verputzte und mehrfach veränderte Fachwerkbau wurde laut Inschrift 1575 erbaut. Etwas früher als diese beiden Häuser ist wohl Markt 9 entstanden, das in das 1. Drittel des 16. Jahrhunderts datiert wird. Das zweite Obergeschoss soll allerdings erst um 1700 aufgesetzt worden sein. Bemerkenswert sind auch Markt 8 (17. Jahrhundert) und das etwas oberhalb gelegene frühere Amtshaus, Obertor 2. Wie Markt 7 verfügt es über einen Eckerker, der allerdings komplett verschiefert ist. Weitere sehenswerte Fachwerkbauten weist die nahe Krämergasse auf. Während der Wandständerbau mit der Hausnummer 10 noch aus dem ersten Drittel des 16. Jahrhunderts stammen dürfte, entstand das mit geschnitzten Füllbrettern versehene Haus Nr. 14 laut Balkeninschrift erst nach dem großen Stadtbrand von 1649: „MITT GOTTES HÜLF DIS HAUS ERBAUET * JOHAN PHILIPS VOLMAR WIE IHR SCHAUET * UND ANNA GERDRUT DESSEN WEIB. * DER HÖCHST BEWAHRE SIE DER ZEITt * VOR KRIEG UND BRA.D UND ALLEM LEIDD * ANNO 1671“ Darüber hinaus weisen noch mehrere Häuser klassizistische Türen auf.

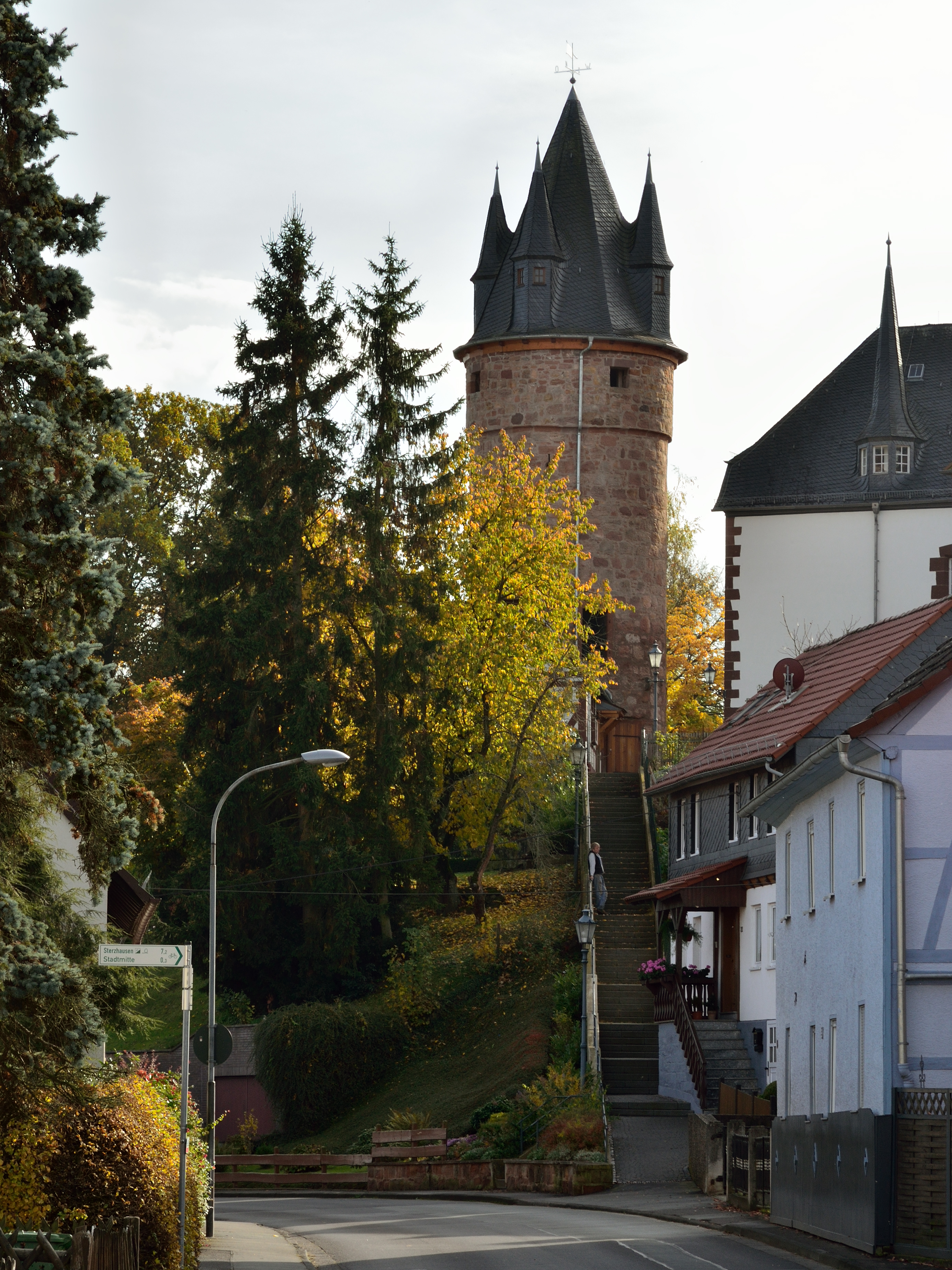
Diebsturm

- Reste der mittelalterlichen Stadtmauer mit zwei Türmen haben sich vor allem im Süden und im Westen erhalten. An der Leitergasse befindet sich ein um 1200 entstandener Rundturm. Östlich der Kirche steht der sogenannte Diebsturm (größtenteils 15. Jahrhundert), dessen Dach kürzlich erneuert wurde.

### Regelmäßige Veranstaltungen
Alle sieben Jahre findet das Grenzegangfest statt, das letzte vom 10. bis zum 16. August 2022.

## Wirtschaft und Infrastruktur
Verkehr
Durch das Stadtgebiet verläuft in nord-südlicher Richtung die Bundesstraße 252 aus Ostwestfalen-Lippe über Korbach und Frankenberg (Eder) bis nach Göttingen (Gemeinde Lahntal). Um den starken Verkehr aus den Orten des Wetschafttales zu entfernen, wird derzeit der Bau einer Umgehungsstraße realisiert. Der Teilabschnitt zur Umfahrung Wetters soll Ende 2019 abgeschlossen werden. Das Vorhaben ist jedoch höchst umstritten, da durch den Bau der sogenannten Westumgehung für die Stadt wichtige Naturschutz- und Naherholungsgebiete betroffen würden. Auch würde die Entlastung des Wetschaftstales mit einer deutlichen Mehrbelastung von Wetter-West erkauft, was bei der Kosten-Nutzen-Analyse des Bauvorhabens ebenfalls ins Gewicht fällt.
Die Burgwaldbahn verbindet die Stadt mit Marburg und Korbach. Der Abschnitt zwischen Frankenberg und Korbach wurde 2015 wiedereröffnet.

## Persönlichkeiten

### Söhne und Töchter der Stadt
- Johann Dryander (1500–1560), Anatom, Arzt, Astronom und Mediziner
- Volkwin Weigel (~1516–1579), Mathematikprofessor und Leibarzt
- Justus Vultejus (1529–1575), Pädagoge und Philologe
- Friedrich Sylburg (1536–1596), Gräzist und Herausgeber
- Wigand Orth (1537–1566), evangelischer Theologe
- Johannes Pincier (1556–1624), Mediziner und Hochschullehrer
- Oswald Croll (1560–1609), Mediziner und Arzneibuchautor
- Johannes Calvinus († 1614), Rechtsgelehrter, Hochschullehrer
- Eberhard Mesomylius (~1570–1630), lutherischer Theologieprofessor
- Heinrich Eckhard (1580–1624), lutherischer Geistlicher
- Johannes Combach (1585–1651), Philosoph und Theologe
- Hermann Vultejus (1555–1634), deutscher Jurist und Rektor der Universität Marburg
- Johann Reinhard Hille (1770–1808), Professor der Rechte der Philipps-Universität Marburg
- Georg Conrad Friedrich Rothamel (1802–1884), Medizinalrat und Privatdozent
- Heinrich Kompe (1817–1897), Mitglied der kurhessischen Ständeversammlung
- Peter Dickel (1819–1896), in Treisbach geborener Orgelbauer
- Karl Heinrich Schäfer (1871–1945), Archivar und Historiker
- Peter Wolf (1877–1939), Abgeordneter des Provinziallandtages der Provinz Hessen-Nassau
- Wilhelm Braun (1887–1942), Landrat in Hersfeld
- Rudolf Braun (1889–1975), Unternehmer, Reichstagsabgeordneter (NSDAP) und NSDAP-Gauwirtschaftsberater
- Christian Strauch (1896–1955), Offizier, Major, Kunstturner, -trainer und Fachautor
- Hertha Hafer, geborene Seekatz (1913–2007), Pharmazeutin und Apothekerin, Zahncreme-Entwicklerin
- Heinrich Buchenauer (* 1940), Agrarwissenschaftler
- Fred Steinfort (* 1952), American-Football-Spieler

### Persönlichkeiten, die in Wetter gewirkt haben
- Johannes Rauw (?–1600), Kosmograph, Theologe und Komponist, verstorben in Wetter (Hessen)
- Jakob Andreas Porte (1706–1787), Sprachwissenschaftler, reformierter Theologe und Geistlicher, französischer Pfarrer von Todenhausen
- Johann Karl Gottfried Hille (1743–1817), Amtsschultheiß in Wetter, dann in Marburg. Vater von Johann Reinhard Hille.
- Willy Waldapfel (1883–1965), nationalsozialistischer Politiker und Maler aus Dresden, dessen Bilder heute zum Teil im Rathaus hängen
- Johannes Fokken (* 1939), Lehrer und ehemaliger Leiter der Wollenbergschule in Wetter, langjähriger Stadtverordneter und Kreistagsabgeordneter (SPD), Träger des Bundesverdienstkreuzes am Bande, wohnhaft in Wetter
- Claudia Kuhnhen (* ca. 1944), Ärztin und ehemalige Leiterin des Gesundheitsamtes des Landkreises Marburg-Biedenkopf, Trägerin des Bundesverdienstkreuzes am Bande (verliehen am 21. November 2005)
- Christian Engelhardt (* 1972), Rechtswissenschaftler und Politiker (CDU), ehemaliger Stadtverordneter der Stadt Wetter (Hessen), wohnte in Wetter (Hessen)